# 하평
하평(河平)은 중국 전한(前漢) 성제(成帝)의 두 번째 연호이다. 하수(河水)의 치수 사업에 성공한 것을 기념하여 제정하였으며, 기원전 28년에서 기원전 25년까지 4년 동안 사용하였다.

## 연대대조표
| 하평                | 원년        | 2년         | 3년         | 4년         |
| 서력                | 기원전 28년 | 기원전 27년 | 기원전 26년 | 기원전 25년 |
| 육십간지 (六十干支) | 계사(癸巳)  | 갑오(甲午)  | 을미(乙未)  | 병신(丙申)  |

## 같이 보기
- 중국의 연호

| 이전 연호 건시(建始) | 중국의 연호 전한(前漢) | 다음 연호 양삭(陽朔) |